# 1942 год
1942 (ты́сяча девятьсо́т со́рок второ́й) год  по григорианскому календарю — невисокосный год, начинающийся в четверг. Это 1942 год нашей эры, 2‑й год 5‑го десятилетия XX века 2‑го тысячелетия, 3‑й год 1940‑х годов. Он закончился 83 года назад.
| Пн | Вт | Ср | Чт | Пт | Сб | Вс |
|    |    |    | 1  | 2  | 3  | 4  |
| 5  | 6  | 7  | 8  | 9  | 10 | 11 |
| 12 | 13 | 14 | 15 | 16 | 17 | 18 |
| 19 | 20 | 21 | 22 | 23 | 24 | 25 |
| 26 | 27 | 28 | 29 | 30 | 31 |    |

| Пн | Вт | Ср | Чт | Пт | Сб | Вс |
|    |    |    |    |    |    | 1  |
| 2  | 3  | 4  | 5  | 6  | 7  | 8  |
| 9  | 10 | 11 | 12 | 13 | 14 | 15 |
| 16 | 17 | 18 | 19 | 20 | 21 | 22 |
| 23 | 24 | 25 | 26 | 27 | 28 |    |

| Пн | Вт | Ср | Чт | Пт | Сб | Вс |
|    |    |    |    |    |    | 1  |
| 2  | 3  | 4  | 5  | 6  | 7  | 8  |
| 9  | 10 | 11 | 12 | 13 | 14 | 15 |
| 16 | 17 | 18 | 19 | 20 | 21 | 22 |
| 23 | 24 | 25 | 26 | 27 | 28 | 29 |
| 30 | 31 |    |    |    |    |    |

| Пн | Вт | Ср | Чт | Пт | Сб | Вс |
|    |    | 1  | 2  | 3  | 4  | 5  |
| 6  | 7  | 8  | 9  | 10 | 11 | 12 |
| 13 | 14 | 15 | 16 | 17 | 18 | 19 |
| 20 | 21 | 22 | 23 | 24 | 25 | 26 |
| 27 | 28 | 29 | 30 |    |    |    |

| Пн | Вт | Ср | Чт | Пт | Сб | Вс |
|    |    |    |    | 1  | 2  | 3  |
| 4  | 5  | 6  | 7  | 8  | 9  | 10 |
| 11 | 12 | 13 | 14 | 15 | 16 | 17 |
| 18 | 19 | 20 | 21 | 22 | 23 | 24 |
| 25 | 26 | 27 | 28 | 29 | 30 | 31 |

| Пн | Вт | Ср | Чт | Пт | Сб | Вс |
| 1  | 2  | 3  | 4  | 5  | 6  | 7  |
| 8  | 9  | 10 | 11 | 12 | 13 | 14 |
| 15 | 16 | 17 | 18 | 19 | 20 | 21 |
| 22 | 23 | 24 | 25 | 26 | 27 | 28 |
| 29 | 30 |    |    |    |    |    |

| Пн | Вт | Ср | Чт | Пт | Сб | Вс |
|    |    | 1  | 2  | 3  | 4  | 5  |
| 6  | 7  | 8  | 9  | 10 | 11 | 12 |
| 13 | 14 | 15 | 16 | 17 | 18 | 19 |
| 20 | 21 | 22 | 23 | 24 | 25 | 26 |
| 27 | 28 | 29 | 30 | 31 |    |    |

| Пн | Вт | Ср | Чт | Пт | Сб | Вс |
|    |    |    |    |    | 1  | 2  |
| 3  | 4  | 5  | 6  | 7  | 8  | 9  |
| 10 | 11 | 12 | 13 | 14 | 15 | 16 |
| 17 | 18 | 19 | 20 | 21 | 22 | 23 |
| 24 | 25 | 26 | 27 | 28 | 29 | 30 |
| 31 |    |    |    |    |    |    |

| Пн | Вт | Ср | Чт | Пт | Сб | Вс |
|    | 1  | 2  | 3  | 4  | 5  | 6  |
| 7  | 8  | 9  | 10 | 11 | 12 | 13 |
| 14 | 15 | 16 | 17 | 18 | 19 | 20 |
| 21 | 22 | 23 | 24 | 25 | 26 | 27 |
| 28 | 29 | 30 |    |    |    |    |

| Пн | Вт | Ср | Чт | Пт | Сб | Вс |
|    |    |    | 1  | 2  | 3  | 4  |
| 5  | 6  | 7  | 8  | 9  | 10 | 11 |
| 12 | 13 | 14 | 15 | 16 | 17 | 18 |
| 19 | 20 | 21 | 22 | 23 | 24 | 25 |
| 26 | 27 | 28 | 29 | 30 | 31 |    |

| Пн | Вт | Ср | Чт | Пт | Сб | Вс |
|    |    |    |    |    |    | 1  |
| 2  | 3  | 4  | 5  | 6  | 7  | 8  |
| 9  | 10 | 11 | 12 | 13 | 14 | 15 |
| 16 | 17 | 18 | 19 | 20 | 21 | 22 |
| 23 | 24 | 25 | 26 | 27 | 28 | 29 |
| 30 |    |    |    |    |    |    |

| Пн | Вт | Ср | Чт | Пт | Сб | Вс |
|    | 1  | 2  | 3  | 4  | 5  | 6  |
| 7  | 8  | 9  | 10 | 11 | 12 | 13 |
| 14 | 15 | 16 | 17 | 18 | 19 | 20 |
| 21 | 22 | 23 | 24 | 25 | 26 | 27 |
| 28 | 29 | 30 | 31 |    |    |    |

Продолжаются Вторая мировая война и Великая Отечественная война.

## События
Подробнее см. также: Категория:1942 год
- В СССР проведены стендовые испытания двигателя РД-1 для форсирования манёвров самолётов.
- В Университете штата Айова Джон Атанасов и его аспирант Клиффорд Берри разработали и начали монтировать первый в США электронный цифровой компьютер (Atanasoff-Berry Computer — ABC).

### Январь
- 1 января
  - Подписание 26 государствами-участниками антигитлеровской коалиции декларации Объединённых Наций в Вашингтоне (США).
  - В Швеции вводятся карточки на одежду.
- 2 января — японские войска заняли столицу Филиппин Манилу.
  - Завершена Керченско-Феодосийская десантная операция советских войск.
  - в ходе битвы за Москву советскими войсками освобождён город Малоярославец.
- 3 января — Чан Кайши назначается главнокомандующим всеми союзными войсками в Китае.
- 5 января — В США запрещена продажа частных автомобилей с целью переориентации автомобильной промышленности на военное производство.
- 5 января — объединение польских коммунистических организаций в Польскую рабочую партию (ПРП) и создание подпольной военной организации партии – Гвардии Людовой.
- 7 января — Блокада Ленинграда: началась Любанская наступательная операция.
- 8 января — началась Ржевская битва.
- 9 января — во время шторма в районе Балеарских островов затонулфранцузский пассажирский лайнер «Ламорисьер», погиб 301 человек.
- 10 января — японские войска вторглись в Индонезию.
- 19 января — японские войска вторглись в Бирму.
- 20 января
  - Советские войска освободили город Можайск.
  - Ванзейская конференция в пригороде Берлина. 14 высокопоставленных правительственных чиновников нацистской Германии и руководителей СС обсуждают «окончательное решение еврейского вопроса».
- 25 января — Таиланд объявляет войну США и Великобритании.
- 26 января — первые американские войска прибывают в Европу и высаживаются в Северной Ирландии.
- 29 января
  - Немецкие войска под командованием Э. Роммеля вошли в Бенгази и захватили около 1300 грузовиков британских войск.
  - СССР, Великобритания и Иран подписали договор о союзе[1].
  - Подписание «Протокола Рио-де-Жанейро», подводящего итоги перуано-эквадорской войны. 278 тысяч км² эквадорской территории (49,5% общей территории страны) в верхнем течении Амазонки переходило к Перу.

### Февраль
- 1 февраля
  - министром-президентом (премьер-министром) Норвегии стал Видкун Квислинг.
  - на президентских выборах в Чили победил Хуан Антонио Риос (Демократический альянс, 56% голосов, вступил в должность 2 апреля).
- 2 февраля — после того, как премьер-министр Египта Хусейн Сирри-паша без согласования с королём разорвал дипломатические отношения с режимом Виши во Франции, его кабинет отправлен в отставку королём Фаруком I[2].
- 4 февраля — британские войска окружили королевский дворец в Каире. Под угрозой отречения король Египта Фарук I назначил по требованию Великобритании Мустафу Наххаса новым премьер-министром страны[2].
- 6 февраля — британцы отступили к Газале. Отныне союзные конвои, направлявшиеся на Мальту, должны были проходить между оккупированным войсками стран Оси Критом и германским аэродромом в Бенгази.
- 9 февраля — в результате пожара в порту Нью-Йорка уничтожен трансатлантический лайнер «Нормандия».
- 15 февраля — японские войска занимают Сингапур.
- 20 февраля — на аэродроме Билимбай (Свердловская область, СССР) прошли стендовые испытания ракетного двигателя Д-1. Во время испытаний произошёл взрыв двигателя. Ранения получили лётчик-испытатель Г. Я. Бахчиванджи и конструктор А. В. Палло.
- 21 февраля
  - В Горьком сформирован 31-й отдельный особый Горьковский дивизион бронепоездов.
  - В Уругвае президент Альфредо Бальдомир распустил парламент (заменил его Государственным советом, которому поручил разработать новую конституцию), ввёл чрезвычайное положение и продлил свой президентский срок.
- 24 февраля — переполненный еврейскими беженцами болгарский корабль «Струма» затонул у берегов Турции в результате взрыва, погибли 789 человек.
- Февраль–март — создание на Филиппинах Национального антияпонского фронта.

### Март
- 23 марта — с полигона Пенемюнде осуществлён неудачный пуск ракеты А-4 (Фау-2). Ракета упала в 1 километре от места старта.
- 28 марта — совместная операция британского спецназа и ВМФ в Сен-Назере (Франция) под кодовым названием «Chariot». Путём тарана эсминцем с зарядом взрывчатых веществ был разрушен крупнейший сухой док на атлантическом побережье Нормандии, что сделало невозможным рейды в Атлантику крупных судов германских ВМФ, прежде всего линкора «Тирпиц».
- 29 марта — образование Народной антияпонской армии на Филиппинах.

### Апрель
- 2 апреля — вступил в должность новый президент Чили Хуан Антонио Риос.
- 11 апреля — Постановлением Государственного комитета обороны СССР создано Специальное конструкторское бюро гладкоствольной артиллерии Наркомата Вооружения с размещением в городе Коломне.
- 27 апреля — циркулярная нота наркома иностранных дел СССР В. М. Молотова «О чудовищных злодеяниях, зверствах и насилиях немецко-фашистских захватчиков в оккупированных советских районах и об ответственности германского правительства и командования за эти преступления»[3][4].
- 30 апреля — на аэродроме Билимбай (Свердловская область, СССР) проведены огневые испытания двигателя Д-1.

### Май
- 2 мая — на президентских выборах в Колумбии, набрав 673 169 (58,65 %) голосов, во второй раз победил представитель левого крыла Либеральной партии Альфонсо Лопес Пумарехо (первый срок – в  1934–1938 годах). Либерал-самовыдвиженец Карлос Аранго Велес получил 474 637 (41,35 %) голосов[5].
- 5 мая — итальянское верховное командование (Comando Supremo — официальное командование всеми объединёнными войсками стран Оси в Африке) приказало Э. Роммелю остановить наступление по причине необходимости сконцентрировать все германо-итальянские силы для проведения «операции Геркулес» (позже временно отложена).
- 6—11 мая — Чрезвычайная сионистская конференция в отеле «Балтимор».
- 7 мая — завершение оккупации Филиппинских островов японскими войсками.
- 8 мая 
  - Сражение в Коралловом море (первое в истории морское сражение, в котором сражающиеся суда не видели друг друга, боевые действия вела авиация).
  - Начало операции «Охота на дроф» (8–17 мая 1942). Результат: разгром советского Крымского фронта 11 немецкой армией (Э. фон Манштейна) и захват Керченского полуострова немцами.
- 12 мая — начало „Второй битвы за Харьков“ Юго-Западного фронта.
- 15 мая
  - На аэродроме Билимбай (Свердловская область, СССР) состоялся первый испытательный полёт советского ракетного самолёта БИ-1 (пилот – Г. Я. Бахчиванджи. Полёт продолжался 3 минуты 9 секунд. Достигнуты – высота 840 метров и скорость 400 км/ч.
  - Советские войска оставили город Керчь.
- 17 мая — в ходе советской наступательной Харьковской операции немецкие войска нанесли успешный контрудар, прорвав фронт 9-й армии Южного фронта (к 23 мая пути отхода советских войск на восток были отрезаны и оказались в окружении).
- 20 мая — в СССР учреждён орден Отечественной войны двух степеней.
- 22 мая — Мексика объявляет войну Германии, Италии и Японии.
- 26 мая — в Лондоне подписаны договора между Великобританией и СССР о союзе в войне против Германии и её союзников в Европе и о сотрудничестве и взаимной помощи после войны.
- 27 мая
  - Итальянские войска атаковали Бир-Хакейм. Объединённые войска Э. Роммеля подошли к линии Газала.
  - В Праге заброшенными из Великобритании чешскими диверсантами смертельно ранен руководитель Главного управления имперской безопасности (РСХА), заместитель протектора Чехии и Моравии обергруппенфюрер СС Рейнхард Гейдрих[6].
- 30 мая — принято постановление ГКО о создании при Ставке ВГК Центрального штаба партизанского движения.

### Июнь
- 1 июня — войска Э. Роммеля прорвали линию Газала, уничтожив около 100 британских танков и захватив 3000 пленных.
- 4–6 июня — сражение у атолла Мидуэй. Японцы потеряли в сражении все 4 участвовавших в нём тяжёлых авианосца, 250 самолётов и самых высококлассных лётчиков. С этого момента японцы утратили инициативу на Тихом океане, так как потеряли возможности действовать вне радиуса прикрытия береговой авиации.
- 6 июня — США объявили войну Болгарии, Венгрии и Румынии.
- 7 июня — Катастрофа бомбардировщика Halifax V9977, погибли 11 лётчиков и инженеров–разработчиков РЛС.
- 10 июня — подразделения немецкой полиции (гестапо, СД и OrPo под командованием офицеров SS и командующего Sipo в Праге) с помощью чешской жандармерии уничтожили деревню Лидице в протекторате Богемия и Моравия в наказание за укрытие представителей чешского Сопротивления и убийство Рейнхарда Гейдриха. Все мужчины старше 15 лет расстреляны, остальное население отправлено в концлагеря, название деревни вычеркнуто из списков населённых пунктов Чехии[6].
- 11 июня — подписание соглашения между СССР и США о принципах, применяемых к взаимной помощи в ведении войны против агрессии и о сотрудничестве в послевоенное время в целях обеспечения мира и безопасности.
- 12 июня — нацистами уничтожено гетто в Друе.
- 20 июня
  - На встрече в окрестностях Вашингтона Франклин Рузвельт и Уинстон Черчилль договорились об объединении усилий Великобритании и США в создании ядерного оружия[7].
  - Немецкий Африканский корпус и итальянский корпус «ХХ» начали штурм военно-морской базы и крепости Тобрук.
- 21 июня — капитуляция британского гарнизона Тобрука. Потери британцев составили 2000 машин, 30 танков и 400 орудий. Итальянский крейсер «Strale» сел на мель у побережья Туниса и был затоплен экипажем.
- 22 июня — обращение Французской коммунистической партии с призывом встать на борьбу с оккупационными войсками.
- 27 июня — выход в Атлантический океан конвоя PQ-17[8].
- 28 июня — войска вермахта начали операцию «Блау».
- 29 июня — Бенито Муссолини вылетел в Триполи для наблюдения за развивающимся наступлением в Египте. Наступление Роммеля зашло в тупик у Эль-Аламейна.
- «Аида» (нем. «Aida») — кодовое наименование операции, проведённой по распоряжению А. Гитлера в Северной Африке в конце июня–июле с целью выхода немецких войск на рубеж Нила и оккупации Египта.

### Июль
- 1 июля — немецкие войска вошли в Севастополь. Остатки Приморской армии отошли на мыс Херсонес, где сопротивлялись до 8 июля.
- 7 июля — из части войск Брянского фронта, оборонявших район Воронежа, создан Воронежский фронт.
- 12 июля — генерал-лейтенант А. А. Власов сдался в плен немцам в деревне Туховежи.
- 17 июля — на рубеже рек Чир и Цимла передовые отряды 62-й и 64-й армий Сталинградского фронта встретились с авангардами 6-й немецкой армии. Началась Сталинградская битва.
- 18 июля
  - Первый полет первого серийного турбореактивного самолета — Messerschmitt Me.262.
  - Уничтожение нацистами гетто в Молчади.
- 23 июля — начало операции немецкого командования по захвату Кавказа.
- 24 июля — части Красной Армии оставили город Ростов-на-Дону.
- 28 июля — издан Приказ НКО СССР № 227, запрещавший отход войск без приказа и вводивший в штат дивизий, армий и фронтов Штрафные воинские подразделения.
- 29 июля — в СССР учреждены орден Суворова трёх степеней, орден Кутузова двух степеней и орден Александра Невского.

### Август
- 2 августа — В Германии принято решение о начале серийного производства самолётов-снарядов Фау-1.
- 6 августа — нацистами уничтожено гетто в Микашевичах.
- 7 августа — Альфонсо Лопес Пумарехо во второй раз вступил на пост президента Колумбии (первый срок — в 1934–1938).
- 8 августа — Индийский национальный конгресс принимает антибританскую резолюцию «Прочь из Индии!» с требованием немедленного предоставления независимости и объявляет о начале новой кампании ненасильственного гражданского неповиновения[9].
- 9 августа
  - В Киеве состоялся «Матч смерти».
  - В Ленинграде исполняется Ленинградская Симфония Шостаковича.
  - Британские власти в Индии запретили партию Индийский национальный конгресс и арестовали её лидеров Мохандаса Ганди, Джавахарлала Неру и других. В стране начались масштабные волнения (так называемые Августовские волнения), подавленные только к февралю 1943 года[9].
- 11 августа — нацистами уничтожено гетто в Ивацевичах
- 12–17 августа — Московская конференция глав правительств СССР (И. В. Сталин) и Великобритании (У. Черчилль) и представителя президента США (А. Гарриман).
- 13 августа
  - Администрация США приняла решение объединить все работы по созданию атомной бомбы в Манхэттенский проект[10].
  - Генерал Бернард Лоу Монтгомери принял командование объединёнными войсками союзников 8-й армии.
- 14 августа — нацистами уничтожено Ганцевичское гетто.
- 15 августа — нацистами уничтожено гетто в Погосте-Загородском.
- 16–30 августа — наступательная операция Кригсмарине в Карском море для недопущения прохода конвоев союзников в Баренцево море с востока, Северным морским путём, и для разрушения советской портовой инфраструктуры (операция «Вундерланд»).
- 17 августа — немецкая подводная лодка U-209 расстреляла караван безоружных советских судов в районе острова Матвеев, погибло 305 человек.
- 19 августа — безуспешный морской десант вооружённых сил Великобритании и Канады на французское побережье Ла-Манша и атака на оккупированный немцами порт Дьеп на севере Франции.
- 22 августа
  - Бразилия объявила войну Германии и Италии.
  - Американский эсминец «Ingraham» столкнyлся с танкером «Chemung» в Северной Атлантике. Из 200 человек экипажа эсминца 189 погибли.
- 23 августа — немецкие войска вышли к Волге севернее Сталинграда. Массированный налёт немецкой авиации на город приводит к почти полному его разрушению и гибели тысяч мирных жителей.
- 24 августа
  - В ходе «соревнования» среди надсмотрщиков концлагеря Ясеновац (Хорватия) по убийствам заключенных Петар Брзица специальным ножом «серборезом» перерезал горло за один день 1360 заключённым.
  - Землетрясение магнитудой 8,4 балла в районах перуанских городов Ика и Арекипа, погибли 30 человек.
- 25 августа — нацистами уничтожены гетто в Меречевщине и Коссово.

### Сентябрь
- 3 сентября
  - Восстание узников в гетто в Лахве и уничтожение гетто нацистами.
  - Нацистами уничтожено гетто в Кожан-Городке.
- 4 сентября — нацистами уничтожено гетто в Лунинце.
- 10 сентября — нацистами уничтожено гетто в Давид-Городке.
- 11 сентября — нацистами уничтожено гетто в Столине.
- 12 сентября — инцидент с транспортом «Лакония».
- 14 сентября — канадский эскадренный миноносец «Ottawa» торпедирован подводной лодкой U-91 в Северной Атлантике.
- 16 сентября — на конференции антифашистских сил Албании в Пезе создан Национально-освободительный фронт Албании и избран Генеральный национально-освободительный совет[11].
- 21 сентября — первый полёт американского тяжёлого бомбардировщика дальнего действия B-29 Superfortress.
- 23 сентября — нацистами расстреляно 54 ребёнка и не оставившая их воспитательница Полина Грохольская из детского дома в Домачево.
- 27 сентября — нацистами уничтожено гетто в Иваново.
- 29 сентября — СССР признал Французский национальный комитет (руководящий орган «Сражающейся Франции») единственным органом, представляющим интересы французских граждан и французских территорий.

### Октябрь
- 1 октября
  - Первый полёт первого американского реактивного самолёта P-59 Airacomet. США стали пятой страной, после Германии, СССР, Италии и Великобритании, запустившей свой реактивный самолёт.
  - Сформирован Эстонский легион СС.
- 2 октября — британский зенитный крейсер «Кюрасао» столкнулся с британским океанским лайнером «Куин Мэри» у северного побережья Ирландии. «Кюрасао» быстро затонул, 337 из 438 членов экипажа погибли.
- 3 октября — на полигоне Пенемюнде осуществлён первый успешный пуск ракеты А-4 (Фау-2). Ракета достигла высоты 90 километров и пролетела 192 километра.
- 14 октября — нацистами уничтожено Кобринское гетто.
- 15 октября — нацистами уничтожено Берёзовское гетто.
- 18 октября — нацистами уничтожено Брестское гетто.
- 22 октября — организация «Свободная Австрия» распространяет воззвание о создании Фронта свободы с призывом к борьбе против Германии[12].
- 23 октября — генерал-лейтенант Б. Монтгомери начал наступление 8-й британской армии против германских позиций вне Эль-Аламейна.
- 28 октября — нацистами уничтожено гетто в Пинске.

### Ноябрь
- 1 ноября — в Бразилии введена в обращение новая денежная единица — крузейро, заменившее мильрейс[13].
- 2 ноября
  - Нацистами уничтожены гетто в Ружанах, гетто в Лысково и Дрогичинское гетто.
  - Образована «Чрезвычайная государственная комиссия по установлению и расследованию злодеяний немецко-фашистских захватчиков» (ЧГК).
- 4 ноября — фактическое окончание сражения при Эль-Аламейне, считающейся решающей битвой на североафриканском театре военных действий Второй мировой войны. В результате поражения войск Оси началось их отступление с континента.
- 8 ноября — в ходе операции «Факел» (Torch) 107 000 союзников, по большей части американцев, высадились у Касабланки, Орана и Алжира. Из-за опасения, что войска Э. Роммеля могут быть обойдены с фланга, германо-итальянские части, общим количеством до 250 000 человек, были оттянуты в Тунис.
- 9 ноября — премьер-министром Дании назначен Эрик Скавениус.
- 11 ноября
  - Германские и итальянские войска оккупировали южную зону Франции и остров Корсика.
  - В Индийском океане японские вспомогательные крейсера «Хококу мару» и «Айкоку мару» напали на конвой в составе индийского тральщика «Бенгал» и голландского танкера «Ондина». «Бенгал» и «Ондина» не только смогли отбиться, но и потопили «Хококу мару».
- 12–15 ноября — сражение флотов США и Японии у острова Гуадалканал (Соломоновы острова).
- 15 ноября — нацистами уничтожено Антопольское гетто.
- 17 ноября — в Красноярске после взлёта разбился «Ли-2», погибли 30 человек лётчиков Алсиба.
- 19 ноября — начало контрнаступления Красной Армии под Сталинградом. Начало коренного перелома в Великой Отечественной войне, а также во всей Второй мировой войне.
- 21 ноября — под Сталинградом попала в окружение 6-я армия вермахта под командованием генерала Ф. Паулюса[14].
- 23 ноября — японская подводная лодка I-29 потопила в Индийском океане британский океанский лайнер «Тилава», погибли 280 пассажиров и членов экипажа.
- 26 ноября — в Москве создан Штаб партизанского движения Литвы во главе с А. Снечкусом[15].
- 26–27 ноября — первая сессия Антифашистского веча народного освобождения  Югославии.
- 29 ноября — президентом Уругвая избран Хуан Хосе де Амесага (Партия Колорадо, 57,2% голосов).

### Декабрь
- 2 декабря — в Чикаго Энрико Ферми впервые осуществил самоподдерживающуюся цепную ядерную реакцию, что открыло путь к созданию атомной бомбы[16].
- 5 декабря — ночью на перегоне Шингак-куль–Чимшы (Башкирская АССР) произошло столкновение двух санитарных поездов, следовавших из района Сталинграда с переворотом и возгоранием 4-х вагонов. Погибли 38 раненных бойцов и 4 санитарки[17].
- 14 декабря
  - Эфиопия объявила войну Германии, Италии и Японии.
  - Катастрофа АНТ-20бис в окрестностях Ташкента (Узбекская ССР), погибли все 36 человек, находившиеся на борту.
- 17 декабря — уничтожение нацистами Барановичского гетто.
- 18 декабря — СССР распространил Декларацию о независимости Албании[18].
- 20 декабря — в Турции произошло землетрясение магнитудой 7,0 балла, погибло около 3000 человек.
- 21 декабря — массовое убийство бастующих шахтёров, устроенная боливийскими правительственными силами на шахте Катави в ответ на крупную забастовку горняков, протестовавших против жестокой системы эксплуатации и произвола администрации, погибло до 400 человек.
- 22 декабря — указом Президиума Верховного Совета СССР учреждена медаль «За оборону Ленинграда»[19].
- 24 декабря — приказом народного комиссара просвещения СССР В. П. Потёмкина введено обязательное употребление буквы «Ё».
- 25 декабря — уничтожение нацистами гетто в Бытене.
- 27 декабря — образование Русской Освободительной Армии (командующий РОА — генерал А. А. Власов).
- 31 декабря — «Бой в Баренцевом море» или «Новогодний бой» между британскими кораблями, входившими в состав арктического конвоя JW-51B и немецкими рейдерами. Более слабые английские силы (2 крейсера, 5 эсминцев и несколько легковооружённых судов) смогли отогнать немецкую эскадру (1 «карманный» линкор, 1 тяжёлый крейсер, 6 эсминцев). В результате происшедшего А. Гитлер отправил в отставку командующего ВМФ адмирала Э. Редера.

### Без точных дат
- Первое применение ДДТ-инсектицида против насекомых и вредителей бобовых.

## Персоны года
Человек года по версии журнала Time — Иосиф Виссарионович Сталин, Председатель Совета Народных Комиссаров СССР.

## Родились
См. также: Категория:Родившиеся в 1942 году

### Январь
- 1 января
  - Сергей Шакуров, советский и российский актёр театра и кино, народный артист РСФСР, лауреат Государственной премии СССР.
  - Алассан Уаттара, президент Кот-д’Ивуара с 2011 года.
- 7 января
  - Василий Алексеев, советский тяжелоатлет, заслуженный мастер спорта СССР, заслуженный тренер СССР, двукратный олимпийский чемпион, восьмикратный чемпион мира (ум. в 2011).
  - Светлана Савёлова, советская и российская актриса театра и кино (ум. в 1999).
- 8 января
  - Вячеслав Зудов, лётчик-космонавт СССР, Герой Советского Союза (ум. в 2024).
  - Дзюнъитиро Коидзуми, премьер-министр Японии в 2001–2006.
  - Стивен Хокинг, британский физик-теоретик, астрофизик и космолог (ум. в 2018).
- 17 января — Мохаммед Али, американский боксёр, один из лучших в истории бокса (ум. в 2016).
- 22 января — Амин Пьер Жмайель, президент Ливана с 1982 по 1988 год.
- 23 января — Пунсалмаагийн Очирбат, первый президент Монголии (с 1990 по 1987 год).
- 24 января
  - Валерий Ободзинский, советский и российский эстрадный певец (ум. в 1997).
  - Людмила Савельева, советская и российская актриса театра и кино, народная артистка РСФСР.
- 26 января — Владимир Радченко, советский и российский актёр (ум. в 2004).
- 29 января — Арнальдо Тамайо Мендес, первый кубинский космонавт, первый латиноамериканец и первое лицо африканского происхождения в космосе.

### Февраль
- 1 февраля
  - Терри Джонс, британский актёр, режиссёр. Участник известной комик-группы «Монти Пайтон» (ум. в 2020).
  - Лев Лещенко, советский и российский певец, народный артист РСФСР.
- 3 февраля — Евгений Шапошников, советский и российский военачальник, маршал авиации, последний министр обороны СССР (ум. в 2020).
- 12 февраля
  - Эхуд Барак, премьер-министр Израиля в 1999–2001 годах.
  - Терри Биссон, американский писатель-фантаст (ум. в 2024).
- 14 февраля — Анатолий Акентьев, советский спортсмен-лыжник, заслуженный мастер спорта СССР, заслуженный тренер СССР, начальник ЦСКА в 1989–1992, президент Федерации лыжных гонок России в 1996–2004 (ум. в 2023).
- 15 февраля — Нонна Терентьева, советская и российская актриса театра и кино (ум. в 1996).
- 16 февраля — Ким Чен Ир, северокорейский политик, многолетний руководитель КНДР (ум. в 2011).
- 21 февраля — Вера Алентова, советская и российская актриса, народная артистка Российской Федерации, лауреат Государственной премии СССР.
- 28 февраля — Дино Дзофф, итальянский футболист (вратарь) и тренер, чемпион мира.

### Март
- 3 марта — Владимир Ковалёнок, лётчик-космонавт СССР, дважды Герой Советского Союза, генерал-полковник авиации.
- 5 марта — Фелипе Гонсалес, премьер-министр Испании в 1982–1996 годах.
- 11 марта — Александр Басилая, советский и грузинский композитор, художественный руководитель ансамбля «Иверия», народный артист Грузинской ССР (ум. в 2009).

### Апрель
- 3 апреля — Раиса Кузденбаева, казахстанский учёный-фармаколог, профессор, академик Национальной академии наук Республики Казахстан.
- 11 апреля — Анатолий Березовой, лётчик-космонавт СССР, Герой Советского Союза (ум. в 2014).
- 12 апреля — Джейкоб Зума, президент ЮАР в 2009–2018 годах.
- 14 апреля — Валентин Лебедев, лётчик-космонавт СССР, дважды Герой Советского Союза, член-корреспондент РАН.
- 15 апреля — Валентин Досталь, советский и российский кинорежиссёр и кинопродюсер.
- 20 апреля — Анатолий Иванов, лётчик-испытатель, Герой Российской Федерации (ум. в 2000).

### Май
- 2 мая — Жак Рогге, президент Международного олимпийского комитета в 2001–2013 (ум. в 2021).
- 3 мая — Вера Чаславска, чехословацкая гимнастка, 7-кратная олимпийская чемпионка, 4-хкратная чемпионка мира (ум. в 2016).
- 12 мая — Барри Лонгиер, американский писатель-фантаст.
- 13 мая — Владимир Джанибеков, лётчик-космонавт СССР, дважды Герой Советского Союза, генерал-майор авиации.
- 14 мая — Валерий Брумель, советский легкоатлет, заслуженный мастер спорта СССР, прозаик (ум. в 2003).
- 23 мая — Залман Кинг, американский кинорежиссёр, сценарист, продюсер, актёр и оператор (ум. в 2012).
- 24 мая — Джеймс Фрейзер Стоддарт, шотландский, американский учёный-химик, лауреат Нобелевская премия по химии (2016) (ум. 1942).
- 25 мая — Александр Калягин, советский и российский актёр, режиссёр, общественный деятель, народный артист РСФСР, лауреат двух Государственных премий СССР.

### Июнь
- 2 июня — Эдуард Малофеев, советский футболист и тренер, нападающий сборной СССР, заслуженный мастер спорта СССР, заслуженный тренер СССР
- 5 июня — Теодоро Обианг Нгема Мбасого, президент Экваториальной Гвинеи с 1979 года.
- 7 июня — Муаммар Каддафи, ливийский политик, многолетний лидер страны (убит в 2011).
- 13 июня — Абдусалам Абубакар, президент Нигерии в 1998–1999 годах.
- 17 июня — Мохаммед эль-Барадеи, египетский общественный и политический деятель, генеральный директор Международного агентства по атомной энергии (МАГАТЭ) в 1997–2009 годах, лауреат Нобелевской премии мира.
- 18 июня
  - Пол Маккартни, музыкант, композитор, участник группы «The Beatles».
  - Табо Мбеки, президент Южно-Африканской Республики в 1999–2008 годах.
- 24 июня — Артур Браун, английский рок-музыкант.

### Июль
- 10 июля
  - Пётр Климук, лётчик-космонавт СССР, дважды Герой Советского Союза, генерал-полковник авиации, лауреат Государственной премии СССР и Российской Федерации.
  - Ронни Джеймс Дио, американский рок-музыкант, вокалист групп Rainbow, Black Sabbath и Dio (ум. в 2010).
- 13 июля — Харрисон Форд, американский киноактёр.
- 24 июля — Ирина Мирошниченко, советская и российская актриса театра и кино, народная артистка СССР.
- 26 июля — Владимир Мечьяр, премьер-министр Словакии в 1990–1991, 1992–1994 и 1994–1998 годах.

### Август
- 13 августа — Хиссен Хабре, президент Чада в 1982–1990 годах (ум. в 2021).
- 15 августа — Валерия Заклунная, советская и украинская актриса театра и кино, Герой Украины, народная артистка Украинской ССР, народная артистка Российской Федерации, лауреат Государственной премии СССР (ум. в 2016).
- 17 августа — Муслим Магомаев, советский, азербайджанский и российский оперный и эстрадный певец (баритон), композитор, народный артист СССР (ум. в 2008).
- 25 августа — Маргарита Терехова, советская и российская актриса, народная артистка Российской Федерации.
- 28 августа — Жозе Эдуарду душ Сантуш, президент Анголы в 1979–2017 годах (ум. в 2022).

### Сентябрь
- 15 сентября — Вэнь Цзябао, премьер Госсовета КНР в 2003–2013 годах,
- 18 сентября — Павел Садырин, советский футболист и российский футбольный тренер (ум. в 2001).

### Октябрь
- 21 октября — Кристофер Симс, американский экономист, лауреат Нобелевской премии по экономике 2011 года.
- 26 октября — Боб Хоскинс, английский киноактёр («Кто подставил кролика Роджера?», «Бразилия», «Мона Лиза») (ум. в 2014).
- 21 октября — Елена Санаева, советская и российская актриса театра и кино, общественный деятель, народная артистка Российской Федерации.
- 23 октября — Майкл Крайтон,  американский писатель-фантаст, сценарист и кинорежиссёр, продюсер (ум. в 2008).

### Ноябрь
- 17 ноября — Мартин Скорсезе, американский кинорежиссёр, продюсер и сценарист.
- 20 ноября — Джозеф Байден, американский политик и государственный деятель, вице-президент США в 2009—2017 годах, 46-й президент США с 2021 года.
- 22 ноября — Руслан Хасбулатов, российский политик и учёный, последний председатель Верховного Совета Российской Федерации (ум. в 2023).
- 27 ноября — Джими Хендрикс, гитарист, рок-музыкант (ум. в 1970).

### Декабрь
- 9 декабря — Стефан Данаилов, болгарский актёр театра и кино, политик, министр культуры Болгарии с 2005 по 2009 год (ум. в 2019).
- 15 декабря — Екатерина Шаврина, советская и российская певица, народная артистка РФ.
- 17 декабря — Мохаммаду Бухари, президент Нигерии в 1983–1985 и 2015–2023 годах.
- 19 декабря
  - Николай Антошкин, советский и российский военный и политический деятель, генерал-полковник авиации, заслуженный военный лётчик Российской Федерации, Герой Советского Союза (ум. в 2021).
  - Милан Милутинович, президент Сербии в 1997–2002 годах (ум. в 2023).
- 20 декабря — Алексей Наседкин, советский и российский пианист, композитор, народный артист РСФСР (ум. в 2014).
- 21 декабря — Ху Цзиньтао, китайский политик, председатель КНР.
- 29 декабря — Всеволод Абдулов, российский актёр (ум. в 2002).
- 30 декабря — Владимир Буковский — известный диссидент и борец против советского строя (ум. в 2019).

## Скончались
См. также: Категория:Умершие в 1942 году, Список умерших в 1942 году
- 12 января — Владимир Петляков, советский авиаконструктор (род. 1891).
- 26 января — Феликс Хаусдорф, немецкий математик, один из основоположников современной топологии.
- 29 января — Владимир Гринберг, советский живописец (род. 1894).
- 19 февраля — Василий Фёдоров, советский живописец (род. 1904).
- 22 февраля — Стефан Цвейг, австрийский писатель, критик, автор множества новелл и беллетризованных биографий (вместе с женой принял смертельную дозу снотворного) (род. 1881).
- 23 февраля — Александр Филин, советский лётчик-испытатель, генерал-майор авиации (род. 1903).
- 25 февраля — Юрий Кондратюк, один из основоположников космонавтики (р. 1897).
- 9 марта — Ллойд Паттерсон, американский и советский художник, дизайнер и диктор радио. Отец Джеймса Паттерсона (р. 1910).
- 17 марта — Нада Димич, югославская партизанка, Народный герой Югославии (р. 1923).
- 20 марта — Хосе Диас, испанский политический деятель, генеральный секретарь Коммунистической партии Испании в 1932–1942 годах (р. 1895).
- 25 апреля — Фемистокл Глюк, немецкий врач-хирург, профессор, автор ряда научных трудов по медицине (р. 1853).
- 27 апреля — Казис Бинкис, литовский поэт, драматург, переводчик (р. 1893).
- 29 апреля — Флориян Бобич, югославский политический деятель, Народный герой Югославии (р. 1913).
- 16 мая — Бронислав Малиновский, британский антрополог, этнограф, социолог (р. 1884).
- 29 мая — Джон Берримор, американский актёр театра и кино (р. 1882).
- 23 июня — Алоис Вашатко чехословацкий лётчик-ас (р. 1908),.
- 20 сентября — Карлис Улманис, латвийский государственный деятель, президент Латвии в 1936–1940 годах (р. 1887).
- 23 сентября — Павел Коган, советский поэт (р. 1918).
- 13 ноября — Дэниел Дж. Каллаган, американский контр-адмирал и военно-морской деятель (р. 1890).
- 11 декабря — Лев Ильин, русский и советский архитектор, градостроитель (р. 1879).
- 23 декабря — Константин Бальмонт, русский поэт-символист (род. 1867).

## Нобелевские премии
- Из-за Второй мировой войны присуждения премий не было.